# Breathing Love
Breathing Love parte 1 y 2 son dos EP del artista mexicano Isaac Junkie, que cuenta con la voz del cantante de synthpop inglés Andy Bell.

## Descripción
Breathing Love es un EP que compila -además de cuatro versiones de Breathing Love-, al tema I'm Burning Up (solo por Isaac Junkie), más una remezcla de A Little Respect, el éxito de Erasure.

## Lista de temas
Parte 1
1. Isaac Junkie ft Andy Bell - Breathing Love (radio mix)
2. Isaac Junkie ft Andy Bell - Breathing Love (VCS3 Isaac Junkie mix)
3. Isaac Junkie ft Andy Bell - Breathing Love (Suspicious Isaac Junkie mix)
4. Isaac Junkie ft Andy Bell - Breathing Love (Modular Zone isaac Junkie mix)
5. Isaac Junkie – I´m Burning Up (DHS mix)
6. Erasure - A Little Respect (Isaac Junkie rework 2013)
7. Presentation “Breathing love” by Andy Bell
8. BONUS VIDEO CD –ROM “BREATHING LOVE”[3]

Parte 2
1. Isaac Junkie ft Andy Bell - Breathing Love (radio mix)
2. Isaac Junkie ft Andy Bell - Breathing Love (piano version)
3. Isaac Junkie ft Andy Bell - Breathing Love (Fly Tonight Isaac Junkie mix
4. Isaac Junkie – I´m Burning Up (Gw2m mix)
5. Isaac Junkie – Don't Let Me Down (Siento vertigo mix by Paul Robb - Information Society-)
6. Erasure – A Little Respect (Isaac Junkie Extended Rework -2013-)
7. Presentation of Breathing Love by Andy Bell
8. Bonus Video CD-ROM - Breathing Love (Radio Mix)

## Créditos
Breathing Love está producido y realizado por Isaac Junkie. Todas las canciones escritas por Isaac Junkie, excepto A Little Respect (Clarke/Bell). Todos las remezclas por Isaac Junkie. Ingeniero vocal: Gareth Jones.